# La Galatea (Miguel de Cervantes)
La Galatea è un romanzo pastorale che può essere considerato la più impegnativa tra le opere giovanili dello scrittore spagnolo Miguel de Cervantes.
Già stata scritta in parte nel 1582, l'opera vide definitiva luce nel 1585 e, pur essendo un'opera giovanile, dimostra l'incipiente maturità del suo autore.

## Trama
Nel "Prologo", Cervantes dichiara la sua disposizione spirituale e culturale nell'intraprendere la sua prima grande impresa nel campo delle lettere. Egli dice che scrivere egloghe, in un periodo in cui questo genere letterario è ormai in disuso, è forse azzardato, ma che in lui prevale l'interesse letterario e ha pertanto pensato che possa essere utile una ricerca espressiva che riesca a migliorare le poetiche e gli orientamenti spirituali che stanno declinando.
Sempre nel "Prologo", l'autore espone la preoccupazione per le questioni di contenuto e di retorica, come quella del verosimile e quella più propriamente strutturale.

Cervantes propone quindi la necessità di una corretta libertà personale e, se da un lato concede "finti pastori" che possano giustificare alcuni brani elevati, dall'altro ribadisce il suo intento di diletto.
Dopo queste premesse teoriche dove si ricorda il fascino della letteratura italiana rinascimentale e le due opere pastorali di maggior successo in Spagna (la Diana di Jorge de Montemayor e La Diana enamorada di Gaspar Gil Polo), "La Galatea" si annuncia come un piacevole, anche se impegnativo, esercizio letterario.
Divisa in sei capitoli, l'opera si presenta subito contraddistinta da un forte platonismo che si rifà a Leone Ebreo e che risolve in chiave rinascimentale i problemi connessi al contesto dispersivo dei romanzi pastorali.
L'asse centrale dell'opera è la forza serena e capricciosa dell'amore: Elicio ed Erastro sono innamorati della pastorella Galatea, il cui padre ha però deciso di darla in sposa ad un pastore forestiero. Elicio convoca allora tutti i suoi amici per cercare di convincerla a cambiare idea. Qui si conclude la prima parte del romanzo, ma benché Cervantes si proponesse di dare alla luce una seconda parte, l'opera rimane invece inconclusa.
Accanto alla vicenda principale, si inseriscono diversi racconti di altri personaggi, che vengono a costituire un unico quadro dove le numerose figure si dispongono secondo linee funzionali ben precise creando una grande armonia di insieme.
Alla bellezza di una natura che non ha solamente funzione decorativa ma che rappresenta il contatto con la vita, corrisponde quella dei personaggi che su quello sfondo bucolico si muovono con pacata lentezza ed esprimono dolcemente i loro lunghi ragionamenti e le loro complicate vicende d'amore, cioè di quel sentimento che domina l'universo intero e che quindi non può che essere purissimo.
Questa concezione così pura dell'amore sconfina verso il misticismo quasi più che al platonismo e rende oggettiva una posizione spirituale oltre che intellettuale.
L'opera del Cervantes è magicamente equilibrata e lo si può notare, soprattutto nel processo a cui vengono sottoposti i personaggi, che, pur essendo messi a fuoco nelle loro vicende amorose, non giungono mai a turbare con il loro soggettivismo il sereno mondo pastorale.
L'opera è citata nella Biblioteca di Don Chisciotte.